# Eburodacrys superba
Eburodacrys superba là một loài bọ cánh cứng trong họ Cerambycidae.